# Jaim Yosef David Azulai
Jaim Yosef David Azulai (1724-1806) también llamado Jidá, nació en Jerusalén, fue un rabino y cabalista, fue el biznieto del Rabino Abraham Azulai. El Rabino Azulai tenía un extenso conocimiento de la literatura rabínica, y tenía así mismo una gran reputación entre la comunidad judía de la Palestina otomana. De hecho era el emisario de dicha comunidad en Europa. Como resultado de ello, visitaba con frecuencia las naciones de Italia, Francia, Alemania, y los Países Bajos, y estaba asociado con las principales autoridades rabínicas de su época. Allí donde iba, aprovechaba la oportunidad para recolectar material impreso en hebreo y manuscritos, de esta manera fue como escribió el léxico literario histórico Shem HaGuedolim, entre los años 1774 y 1786), el cual se convirtió en un libro de referencia ampliamente utilizado. Además, creó numerosos obras de homilética y exégesis. Azulai conservó diversos diarios de sus viajes y experiencias, algunos de ellos fueron publicados años más tarde.